# Phaner
Phaner é um gênero de lêmures pertencente à família Cheirogaleidae.

## Espécies
- Phaner electromontis (Groves e Tattersall, 1991)
- Phaner furcifer (de Blainville, 1839)
- Phaner pallescens (Groves e Tattersall, 1991)
- Phaner parienti (Groves e Tattersall, 1991)